# Himni i Flamurit
Himni i Flamurit (tiếng Việt: Ngân vang cho lá cờ) là quốc ca của Albania. Nhạc của bài này được lấy từ một tác phẩm của nhà soạn nhạc România Ciprian Porumbescu, còn lời được lấy từ một tác phẩm của nhà thơ Albania Asdreni.

## Lịch sử
Lời bài ca công bố lần đầu tiên trên bài thơ Liri e Shqipërisë (Tự do Albania) trên một tờ báo Albania vào ngày 21 tháng 4 năm 1912. Nó đã được tuyên bố là quốc ca của Albania vào năm 1912 trong Tuyên ngôn Độc lập Albania năm 1912 tại Vlorë, Albania.

## Nhạc
Nhạc của bài này của Porumbescu khá giống với nhạc truyền thống của Đức và Áo theo nhà nghiên cứu âm nhạc Gyögry Ligeti. Lý do có lẽ là do Porumbescu từng học tại Đại học Âm nhạc và Nghệ thuật biểu diễn Vienna, Áo.

## Lời
Bài hát này có tổng cộng sáu lời. Thường chỉ hát lời 1 và lời 2, lời thứ 3 và lời thứ tư thường không hát còn lời 5, lời 6 không hát (bài thơ ban đầu chỉ có 3 lời).

### Lờitiếng Albania
| Ký tự Latinh | Ký tự Cyrill | Ký tự Hy Lạp Arvanitica | Chuyển tự IPA |
| Rreth flamurit të përbashkuar Me një dëshirë e një qëllim, Të gjith' atij duke u betuar Të lidhim besën për shpëtim. 𝄆 Prej lufte veç ai largohet Që është lindur tradhëtor, Kush është burrë nuk frikohet, Por vdes, por vdes si një dëshmor! 𝄇 Në dorë armët do t'i mbajmë, Të mbrojmë atdheun në çdo kënd, Të drejtat tona ne s'i ndajmë; Këtu armiqtë s'kanë vënd! 𝄆 Se Zoti vetë e tha me gojë Që kombe shuhen përmbi dhe, Po Shqipëria do të rrojë; Për të, për të luftojmë ne! 𝄇 O Flamur, flamur, shenj' e shenjtë Tek ti betohemi këtu Për Shqipërinë, atdheun e shtrenjtë, Për nder' edhe lavdimn e tu. 𝄆 Trim burrë quhet dhe nderohet Atdheut kush iu bë therror. Përjetë ai do të kujtohet Mbi dhe, nën dhe si një shenjtor! 𝄇 | Рреѳ фљамурит тъ пърбашкуар Ме њъ дъшир' е њъ ћълим, Тъ ђиѳ' атиј дуке у бетуар Тъ љиδим бесън пър шпътим. 𝄆 Преј љуфте веч аи љаргохет Ћъ ъщъ љиндур траδътор, Куш ъщъ бурръ нук фрикохет, Пор вдес, пор вдес си њъ Дъшмор! 𝄇 Нъ доръ армът до т'и мбајмъ, Тъ мбројмъ атδеун нъ чдо кънд, Тъ дрејтат тона не с'и ндајмъ; Къту армићтъ с'канъ вънд! 𝄆 Се Зоти ветъ е ѳа ме гојъ Ћъ комбе шухен пърмби δе, По Шћипъриа до тъ рројъ; Пър тъ, пър тъ љуфтојмъ не! 𝄇 О Фљамур, фљамур, шењ' е шењтъ Тек ти бетохеми къту Пър Шћипъринъ, атδеун е щрењтъ, Пър ндер' еδе љавдимн е ту. 𝄆 Трим бурръ ћухет δе ндерохет Атδеут куш ју бъ ѳеррор. Пърјетъ аи до тъ кујтохет Мби δе, нън δе си њъ шењтор! 𝄇 | Ρ̇εθ φλαμȣριτ τε̱ πε̱ρπ̇ασ̈κȣaρ Με̱ ν̇ε̱ δ̇ε̱σ̈ιρ ε ν̇ε̱ κ̇ε̱λ̇ιμ, Τε̱ γ̇ιθ ατιϳ δ̇ȣκε ȣ π̇ε̱τȣαρ Τε̱ λιδιμ π̇εσε̱ν πε̱ρ σ̈πε̱τιμ. 𝄆 Πρε̱ϳ λȣφτε βε̱τσ̈ αι λαργοχετ Κ̇ε̱ ε̱σ̈τε̱ λινδ̇ȣρ τραδε̱τορ, Κȣσ̈ ε̱σ̈τε̱ π̇ȣρ̇ε̱ νȣκ φρικοχετ, Πορ βδ̇ες, πορ βδ̇ες σι ν̇ε̱ Δ̇ε̱σ̈μορ! 𝄇 Νε̱ δ̇ορε̱ αρμε̱τ δ̇ο τι μπ̇αϳμε̱, Τε̱ μπ̇ροϳμε̱ ατδεȣν νε̱ τσ̈ο κε̱νδ̇! Τε̱ δ̇ρεϳτατ τονα νε σι νδ̇αϳμε̱; Κε̱τȣ αρμικ̇τε̱ σκανε̱ βε̱νδ̇! 𝄆 Σε Ζοτι βετε̱ ε θα με γοϳε̱ Κ̇ε̱ κομπ̇ε σ̈ȣχεν πε̱ρμπ̇ι δε, Πο Σ̈κ̇ιπε̱ρια δ̇ο τε̱ ρ̇οϳε̱; Πε̱ρ τε̱, πε̱ρ τε̱ λȣφτοϳμε̱ νε! 𝄇 Ο Φλαμȣρ, φλαμȣρ, σ̈εν̇ ε σ̈εν̇τε̱ Τεκ τι π̇ετοχεμι κε̱τȣ Πε̱ρ Σ̈κ̇ιπε̱ρινε̱, ατδεȣν ε σ̈τρεν̇τε̱, Πε̱ρ νδ̇ερ εδε λαβδ̇ιμν ε τȣ. 𝄆 Τριμ π̇ȣρ̇ε̱ κ̇ȣχετ δε νδεροχετ Ατδεȣτ κȣσ̈ ιȣ π̇ε̱ θερ̇ορ. Πε̱ρϳετε̱ αι δ̇ο τε̱ κȣϳτοχετ Μπ̇ι δε, νε̱ν δε σι ν̇ε̱ σ̈εν̇τορ! 𝄇 | [rɛθ̟ fla.mu.ɾit tə pəɾ.baʃ.ku.aɾ] [mɛ ɲə də.ʃiɾ ɛ ɲə c͡çə.ɫim ǀ] [tə ɟ͡ʝiθ̟ a.tij du.kɛ u bɛ.tu.aɾ] [tə li.ð̟im bɛ.sən pəɾ ʃpə.tim ‖] 𝄆 [pɾɛj luf.tɛ vɛt͡ʃ a.i laɾ.gɔ.hɛt] [c͡çə əʃ.tə lin.duɾ tɾa.ð̟ə.tɔɾ ǀ] [kuʃ əʃ.tə bu.rə nuk fɾi.kɔ.hɛt ǀ] [pɔɾ vdɛs ǀ pɔɾ vdɛs si ɲə dəʃ.mɔɾ ‖] 𝄇 [nə dɔ.ɾə aɾ.mət dɔ ti mbaj.mə ǀ] [tə mbɾɔj.mə at.ð̟ɛ.un nə t͡ʃdɔ kənd ǀ] [tə dɾɛj.tat tɔ.na nɛ si ndaj.mə ǀ] [kə.tu aɾ.mic͡ç.tə ska.nə vənd ‖] 𝄆 [sɛ zɔ.ti vɛ.tə ɛ θ̟a mɛ gɔ.jə] [c͡çə kɔm.bɛ ʃu.hɛn pəɾm.bi ð̟ɛ ǀ] [pɔ ʃc͡çi.pə.ɾi.a dɔ tə rɔ.jə ǀ] [pəɾ tə ǀ pəɾ tə luf.tɔj.mə nɛ ‖] 𝄇 [ɔ fla.muɾ ǀ fla.muɾ ʃɛɲ ɛ ʃɛɲ.tə] [tɛk ti bɛ.tɔ.hɛ.mi kə.tu] [pəɾ ʃc͡çi.pə.ɾi.nə ǀ at.ð̟ɛ.un ɛ ʃtɾɛɲ.tə ǀ] [pəɾ ndɛɾ ɛ.ð̟ɛ lav.dimn ɛ tu ‖] 𝄆 [tɾim bu.rə c͡çu.hɛt ð̟ɛ ndɛ.ɾɔ.hɛt] [at.ð̟ɛ.ut kuʃ i.u bə θ̟ɛ.rɔɾ ‖] [pəɾ.jɛ.tə a.i dɔ tə kuj.tɔ.hɛt] [mbi ð̟ɛ ǀ nən ð̟ɛ si ɲə ʃɛɲ.tɔɾ ‖] 𝄇 |

### Dịch nghĩa
| Dịch sang tiếng Việt | Lời tiếng Anh |
| -------------------- | --- |
|                      | Around our flag we stand united, With one wish and one intention. A sacred oath upon it we accord, Faith for our pardon we blazon. 𝄆 From battle only he abstaineth, For who is born a traitor. He who a true man frighten’d not, But to the cause dieth a warrior. 𝄇 With weapons in our hands aflash’d, Our fatherland we shall defend. Our sacred rights we shall cede not, On our land the foe hath a place not. 𝄆 For God himself proclaim’d: Nations of earth shall abate, And yet Albania will live and succeed. For thee, for thee we fight. 𝄇 O Banner, banner, thou symbol hallow’d Upon thee we now swear. For Albania, our dear fatherland, For thy glory and honour. 𝄆 Brave man nam’d and honour’d, The one who died for the fatherland. Forever shall he be remember’d On earth and under as a saint! 𝄇 |